# Escut d'Hostalric
L'escut oficial d'Hostalric té el següent blasonament:
«Escut caironat: de gules, un castell d'or obert sobremuntat d'una estrella d'or. Per timbre una corona de vescomte.»

## Història
Va ser aprovat el 7 de juny del 1989 i publicat al DOGC el 28 del mateix mes amb el número 1161.
L'escut de la vila tradicional (almenys des de 1590 fins al 1800) presenta una estrella i el castell de la localitat, situat dalt d'un turó i construït al segle xiv per Bernat II de Cabrera, que va esdevenir el centre del vescomtat de Cabrera.